# Single-Malt-Whisky

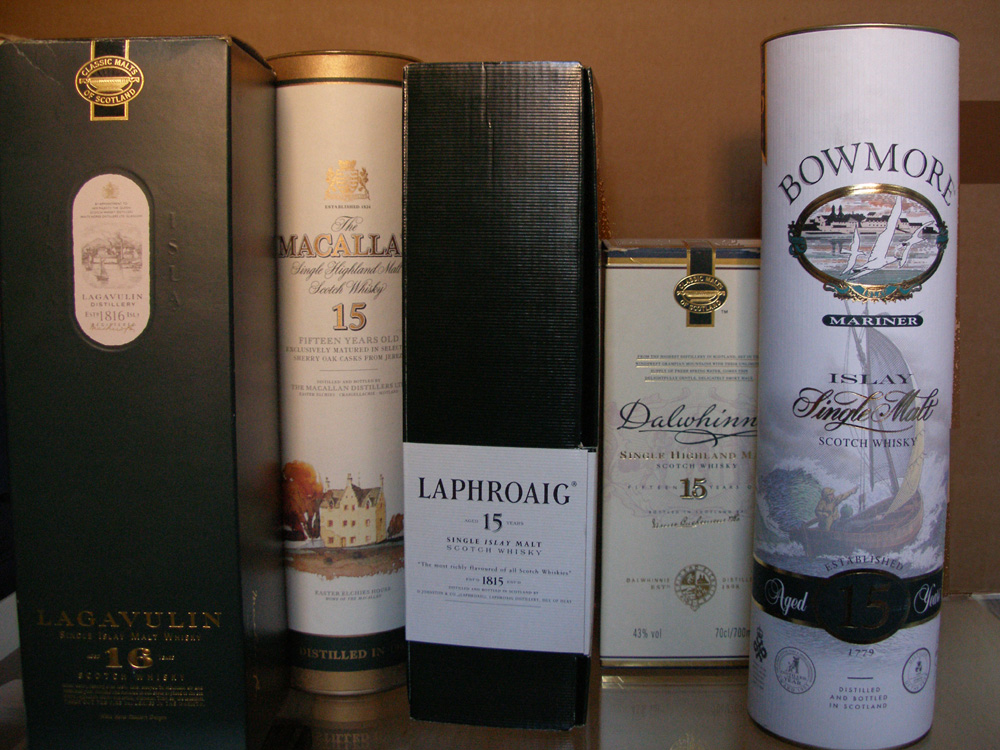
Fünf schottische Single-Malt-Whiskys

Als Single-Malt-Whisky oder kürzer Single Malt werden Whiskys bezeichnet, die zwei besondere Bedingungen erfüllen: Sie stammen zum ersten aus einer einzigen Brennerei, sind also kein Verschnitt aus mehreren Whiskysorten (daher single ‚einzeln‘). Zum zweiten wird als Getreide ausschließlich gemälzte Gerste verwendet (deswegen malt ‚Malz‘). Der Zusatz Single Malt wird als Prädikat verstanden, die so ausgezeichneten Whiskys sind in aller Regel besonders hochwertig. Hinzu kommt ihre besonders lange Lagerung, die Reifungszeit währt oft ein Jahrzehnt und länger.

## Allgemeines
Ein Single-Malt-Whisky kann durchaus eine Mischung aus mehreren Fässern einer Destillerie sein, beispielsweise um einen möglichst gleichbleibenden Geschmack und Geruch zu erzielen. Die Jahres- oder Altersangabe bezieht sich in solchen Fällen auf das jüngste verwendete Fass.
Im Gegensatz zu einem Blend, der sich in Geruch und Geschmack jahrelang reproduzieren lässt, weisen Single Malts einen eigenen individuellen Charakter auf, der durch die Herstellung und die Lagerung bestimmt wird.
Die eingesetzte Gerste hat kaum Einfluss auf den Charakter eines Whiskys, deshalb muss sie nicht aus der Umgebung der Destille stammen. Einige schottische Destillerien werben damit, ausschließlich schottische Gerste einzusetzen. Das zur Herstellung verwendete Brauwasser stammt, wie bei anderen Whiskys auch, meist aus der nächsten Umgebung der Brennerei.
Vor der Flaschenabfüllung wird der Alkoholgehalt des Single Malts in der Regel mit Brauwasser auf Trinkstärke herabgesetzt. Gemäß Scotch Whisky Act von 1988 und EU-Verordnung Nr. 1576/89 muss Whisky einen Alkoholgehalt von mindestens 40 Volumenprozent aufweisen.
Single Malt wird pur oder mit weichem Quellwasser und bei Zimmertemperatur genossen, um die komplexen Geschmacksnuancen wahrnehmen zu können.

## Herkunftsländer

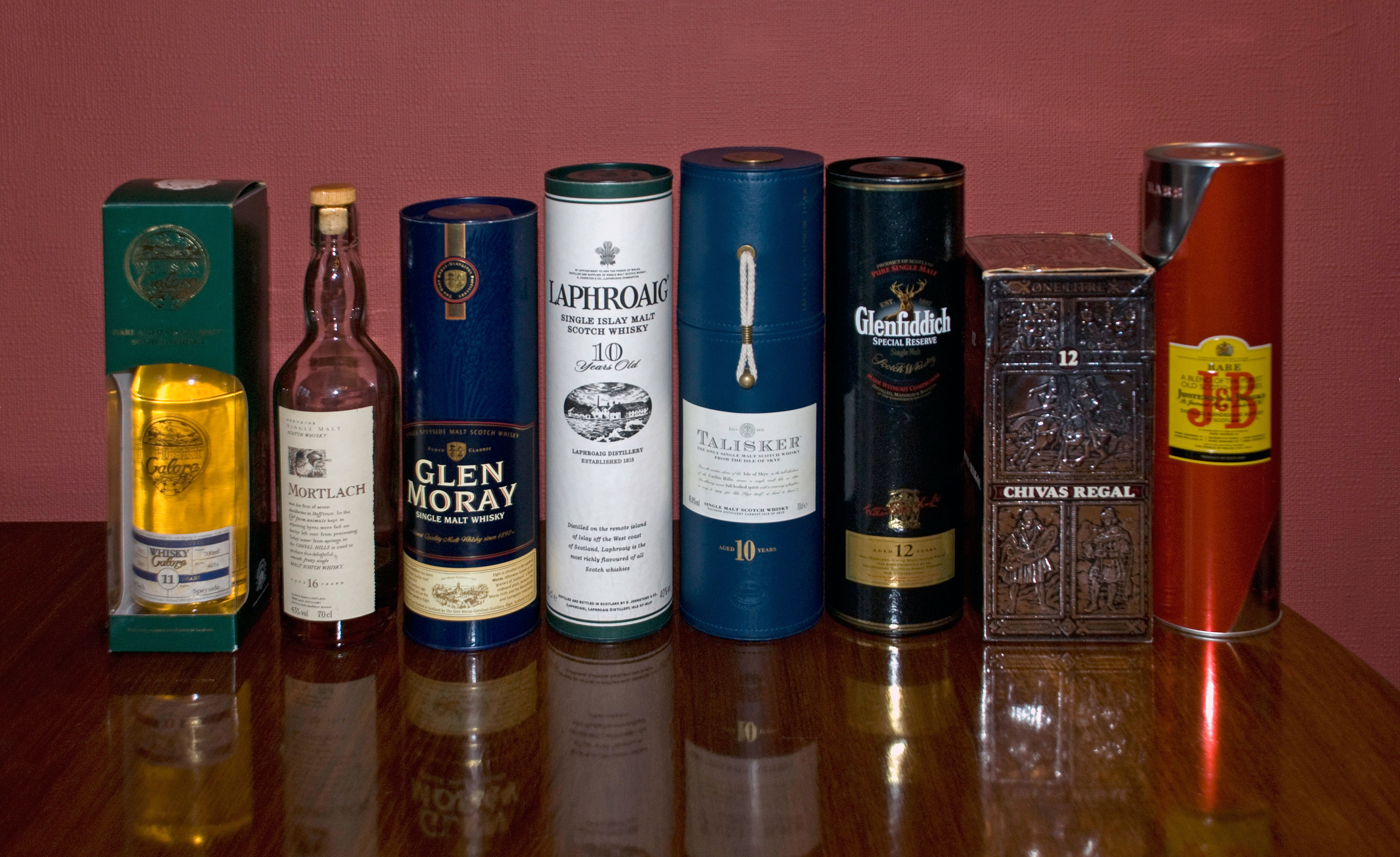
Einige Scotch Whiskys

### Schottland
In den Ursprungsjahren wurde der Scotch meist als „Single Malt“ konsumiert, da legale wie illegale Brennereien gleichermaßen lokale Abnehmer hatten oder für den Eigenbedarf produzierten. Der erste Blend wurde 1853 von Andrew Usher sen. geschaffen. Spätestens 1870 begannen Händler, die Fässer von den verschiedenen Destillerien bezogen, ihre eigenen, selbst kreierten Blends erst in ganz Großbritannien und dann auch weltweit zu verbreiten – weshalb der Single Malt fast vollständig vom Markt verdrängt wurde. Dabei half ihnen die besonders in Frankreich grassierende Reblausplage, die das Angebot von Cognac und Weinbrand immens beschränkte.
Erst 1963 traute sich die Firma Glenfiddich aus Dufftown, ihren Whisky wieder als Single Malt zu vermarkten, hatte damit Erfolg und war so Wegbereiter für einen Trend. Mittlerweile haben Single-Malt-Whiskys einen Marktanteil von 10 Prozent, während Blends 90 Prozent halten.

### Irland

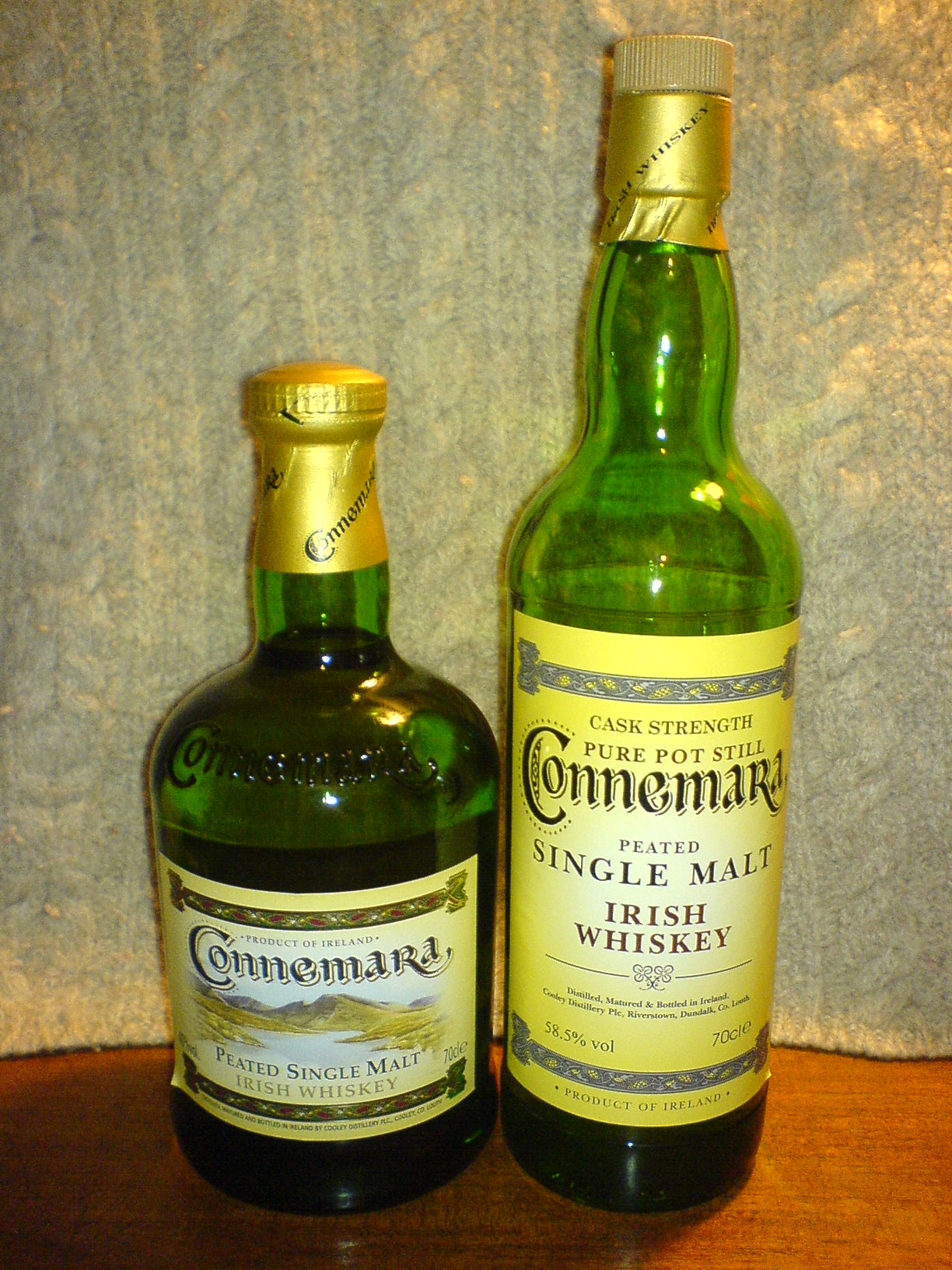
Zwei irische Single Malts

Auch in Irland wird Single Malt hergestellt. Lange produzierte die nordirische Destillerie Old Bushmills den einzigen echten irischen Single Malt. Mittlerweile gibt es auch noch Connemara, Tyrconnell, Knappogue Castle und Locke‘s von der Cooley Distillery im nordostirischen Dundalk.
Der grundlegende Produktionsprozess und die Bezeichnungen sind wie bei schottischem Single Malt. Traditionell wird jedoch der irische Whiskey dreimal in ständig laufenden Distillen (column stills) destilliert, der schottische in der Regel zweimal in durchgangsweise laufenden (pot stills). In Schottland wurde die gemälzte Gerste traditionell über Torffeuer getrocknet (was viele Mälzereien bis heute teilweise beibehalten). In Irland wird lediglich Heißluft durch das Malz geleitet, so dass der irische Whiskey typischerweise nicht die Rauchigkeit vieler seiner schottischen Verwandten (vor allem von Islay und anderen Inseln) hat. Der Connemara-Whiskey ist eine Ausnahme, da er mit getorftem Gerstenmalz hergestellt und nur zweimal destilliert wird.

### Japan

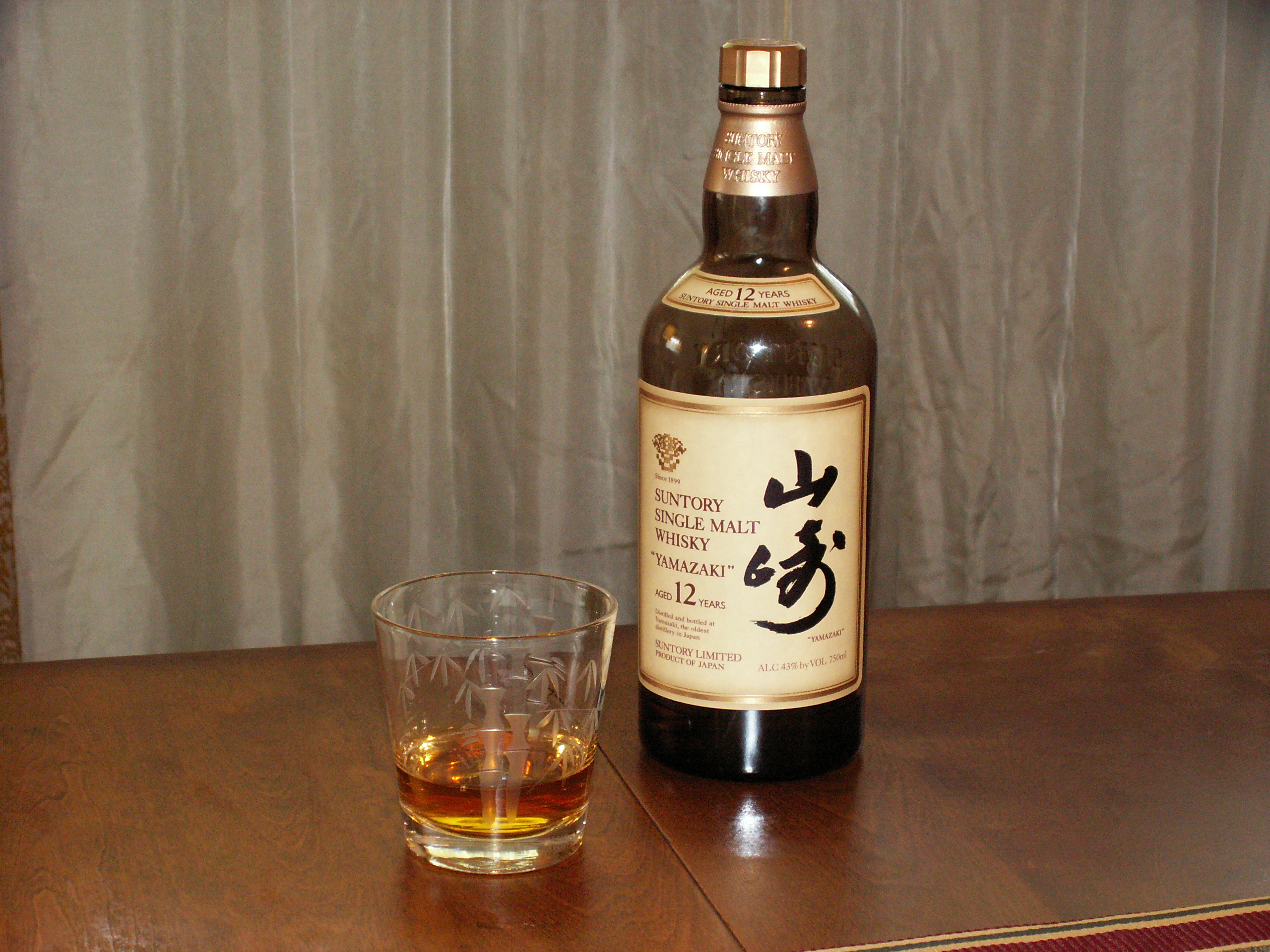
Ein japanischer Single Malt

Seit Mitte der 1920er Jahre wird auch in Japan – vor allem im kühleren Norden des Landes, wo kein Reisanbau möglich ist und daher der Ackerbau seit dem 19. Jahrhundert von den europäischen Getreiden dominiert wird – Whisky produziert, heute auch als Single Malt. Als Vorbild dient dabei der schottische Maltwhisky. Japanischer Whisky ist auf Grund seiner guten Qualität in Japan selbst recht beliebt, aber auch im Ausland werden diese Whiskys in letzter Zeit verstärkt angeboten. Das Interesse der Japaner am schottischen Nationalgetränk ging so weit, dass sie sich in einige schottische Brennereien einkauften. Die größte Whisky-Brennerei der Welt befindet sich im japanischen Osaka. Als Gründervater des japanischen Whiskys gilt Masataka Taketsuru.

### Kontinentaleuropa
Außerhalb der britischen Inseln ist die Whiskyproduktion in Europa bisher eine Randerscheinung. In Deutschland sind in den letzten drei Jahrzehnten einige kleine Destillen gegründet worden. In Frankreich wird kaum Single Malt hergestellt, ebenso wenig in Österreich, hier gibt es lediglich in Roggenreith (Waldviertel/NÖ) seit 1995 und in Stanz seit 2003 eine Destille. Ähnliches gilt für die Schweiz, es existieren lediglich einige wenige kleine Destillerien. Seit 2004 gibt es bei Granada eine spanische Destillerie, auch im schwedischen Gävle wird seit 1999 etwas Whisky produziert.

## Produktionsschritte

### Mälzen

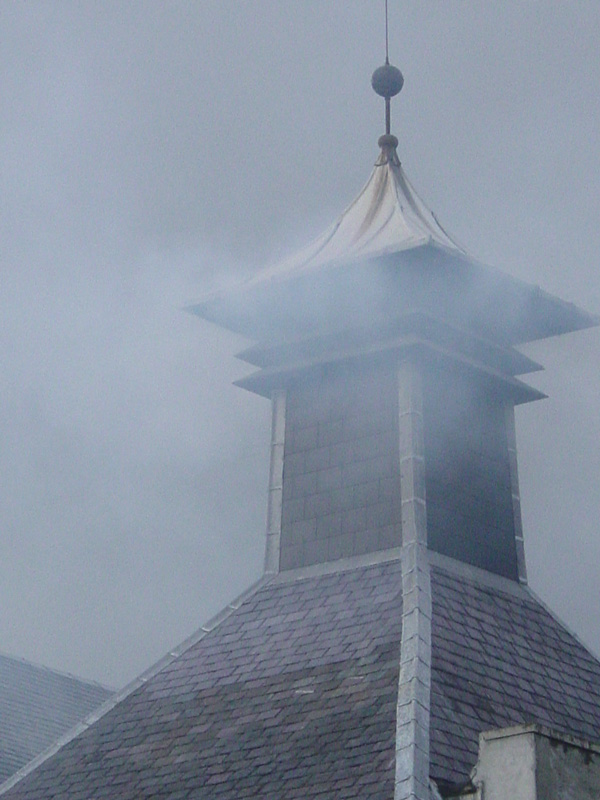
Eine Darre während des Räuchervorganges

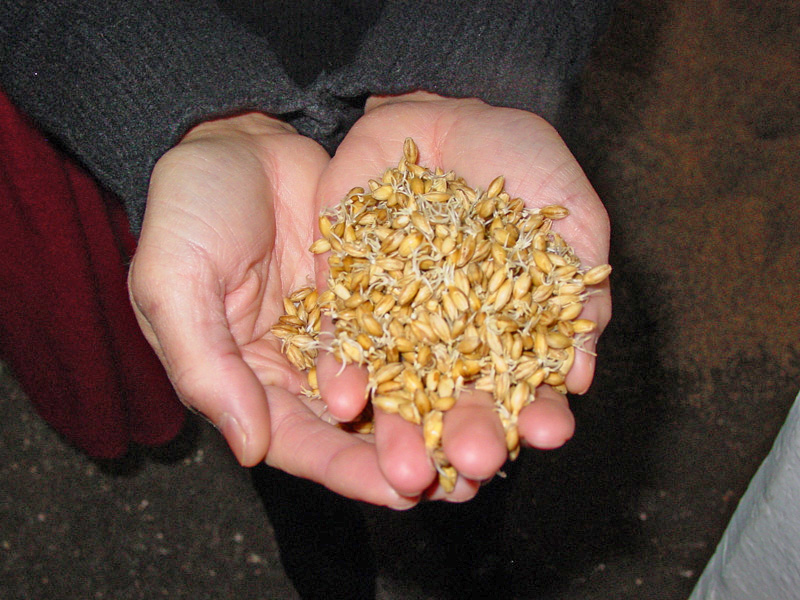
Gemälzte Gerste

Single-Malt-Whisky hat seinen Namen daher, dass er nur aus Gerstenmalz hergestellt wird. Wenige schottische Whiskydestillerien stellen heutzutage Malz noch selber her, meistens beziehen sie es von großen, industriell arbeitenden Mälzereien, die es in ihrem Auftrag auch in unterschiedlichem Maß mit Torfrauch versetzen.
Zum Mälzen wird die Gerste einige Tage lang in Quellwasser eingeweicht. Die gequollene Gerste wird auf einer ebenen Fläche ausgebreitet. In den nächsten acht bis zehn Tagen wird die Gerste regelmäßig gewendet. Sie beginnt zu keimen und im Korn natürlicherweise vorhandene Enzyme werden aktiviert, die die Stärke teilweise in verschiedene Doppel- und Einfachzucker, vor allem Malzzucker und Traubenzucker, umwandeln.
Die angekeimte Gerste wird scharf getrocknet, wodurch auch der Keimvorgang gestoppt wird, bevor der entstehende Keim den Zucker wieder verbrauchen kann. Gleichzeitig beschleunigen die hohen Temperaturen den Effekt der Enzyme im noch feuchten Korn, so dass bis zur vollständigen Trocknung der Hauptteil der Stärke in Zucker umgesetzt ist. Die Gerste wird dazu auf dem Boden einer Darre (kiln) ausgebreitet und mit dem Rauch und der Hitze eines Feuers unterhalb der Darre getrocknet. Zu früheren Zeiten wurde die Gerste mit Schaufeln gewendet, heute werden dazu entsprechende Maschinen eingesetzt. Wird zur Feuerung Torf verwendet, so verleiht dies dem Gerstenmalz einen torfigen Geschmack (peat reek, Phenolaroma), der dann auch im Endprodukt zu schmecken ist. Das Aroma variiert je nach Stärke und Dauer des Torffeuers von leicht rauchig bis zu sehr kräftigem, beinahe braunkohleartigem Torfrauchgeschmack (heavily peated).
Die so hergestellten Malzkörner sind für begrenzte Zeit lagerbar (diese Zeit wird durch die verbliebene Restfeuchte begrenzt). In dieser Form erhalten nun Destillerien das Malz angeliefert, soweit sie es von auswärts beziehen. Die als Nächstes erläuterten Arbeitsschritte finden also auf jeden Fall in der Destillerie statt.

### Brauen

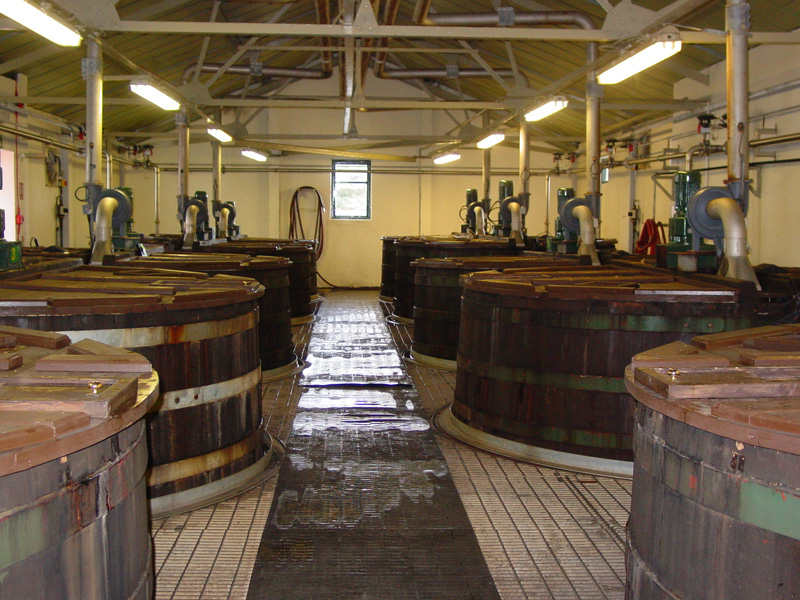
Gärbottiche für die Whiskyproduktion

Das Gerstenmalz wird gereinigt und in einer Mühle zu Schrot (grist) gemahlen. Der Malzschrot wird in Maischebottiche gefüllt und mehrfach mit erhitztem Quell- oder Moorwasser aus der Gegend der Brennerei übergossen. Hierbei lösen sich der Zucker und einige andere Bestandteile des Malzes im Wasser, während die für den Brauvorgang unerwünschten Eiweiße, Fette und Ballaststoffe des Malzes, wie auch die restliche unverwandelte Stärke, nicht in Lösung gehen und abgeseiht werden. Während die entstandene süße Lösung (englisch wort ‚Würze‘) weiter verarbeitet wird, werden die nicht löslichen Anteile des Malzschrotes als Viehfutter verwendet. Die Würze wird zur Abtötung unerwünschter Mikroorganismen zunächst aufgekocht. Sie wird in große Gärbottiche (wash backs) gefüllt und nach Abkühlung durch Zugabe von speziellen Hefen zum Gären gebracht. Dabei wird der Zucker teilweise zu Alkohol vergoren. Die entstehende Gärbrühe (wash) hat einen Alkoholgehalt von sechs bis zehn Prozent. Bis an diesen Punkt der Produktion ähnelt der Prozess der Whiskyherstellung dem der Bierherstellung – nur ohne den Zusatz von Hopfen. Die Whisky-Würze wird in Tanks gesammelt und kurzfristig so gelagert.

### Brennen

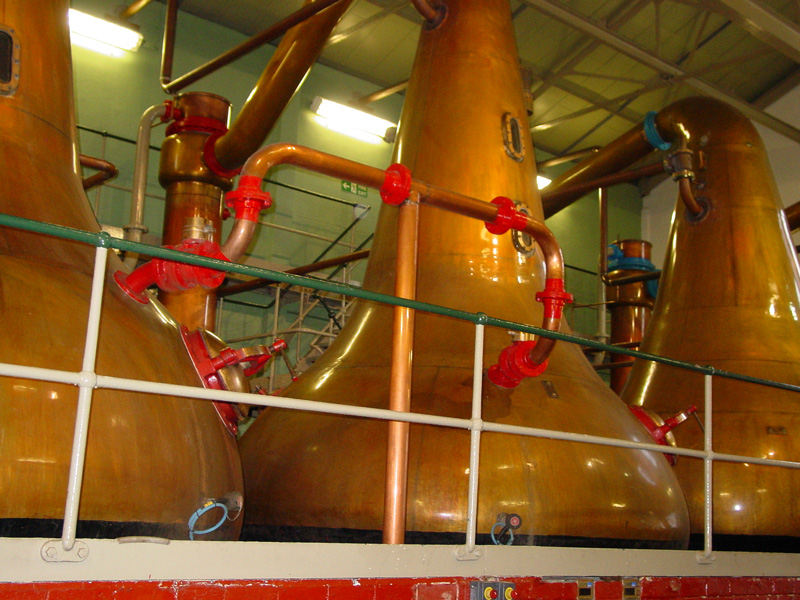
Brennblasen

Als hauptsächlicher Unterschied zur Bierherstellung findet bei der Whisky-Herstellung nach der Hefe-Gärung der Würze ein Verdampfen statt. Diese Destillation findet bei Malzwhisky in Brennblasen (pot stills) aus Kupfer statt, welche mit Kohle oder Gas befeuert werden.  Die wash (die flüssige Würze) wird in die erste Brennblase (wash still) gepumpt, langsam erhitzt und zum Sieden gebracht. Die im „Schwanenhals“ der Brennblase aufsteigenden Dämpfe werden durch den Kühler (condenser) geleitet, eine Spirale (im Schwanenhals) aus wassergekühlten Kupferschlangen (worm). Dort kondensieren sie zum Rohbrand (low wines) mit rund 18–24 % Alkoholgehalt. Dieser wird aufgefangen und wiederum in Tanks zwischengelagert. Die Destillation wird gestoppt, wenn der Brennblaseninhalt 1 % Alkoholgehalt erreicht hat.
Der noch recht unreine Rohbrand (low wines oder low wine) wird in eine zweite, kleinere Brennblase (low wines still oder spirit still) gepumpt und wiederum erhitzt und kondensiert. Der erste Teil des Kondensates, der Vorlauf (foreshot oder head, deutsch Kopf), wird durch den Brennmeister (stillman) abgetrennt, weil in ihm zu viel Methanol, Ester, Aldehyde und andere ungenießbare Stoffe enthalten sind, die als unvermeidbare Nebenprodukte des natürlichen Hefestoffwechsels bei der Gärung entstehen. Der Mittellauf (heart of the run, middle cut) genannte Teil des Kondensats mit einem Alkoholgehalt von 65 bis 70 % wird gesammelt und zur Whiskyherstellung verwendet (je nach Brennerei hat der Mittellauf einen Anteil zwischen 18 und 60 Prozent vom Gesamtkondensat). Auch der Nachlauf (feints, deutsch Schwanz) wird abgetrennt, da in ihm zu viele langkettige Alkohole („Fuselöle“) enthalten sind. Da Vorlauf und Nachlauf jedoch auch noch genügend genießbares Ethanol enthalten, werden sie zum Teil der nächsten Destillation zugefügt.
Zur Begutachtung der Destillatqualität und zur steuerlichen und zollamtlichen Erfassung des produzierten Alkohols dient der spirit safe (Brandtresor), ein verplombter, mit Messgeräten (Aräometer, englisch hydrometer, zur Bestimmung des spezifischen Gewichts der Flüssigkeit), Hähnen, Messzylindern und Trichtern ausgestatteter, messinggerahmter Glaskasten. Von ihm aus leitet der Brennmeister nach Überprüfung das Destillat entweder in die Vorratstanks zur Abfüllung oder zur erneuten Verwendung bei der nächsten Destillation. Etwaige Laborproben werden nur unter Aufsicht eines Zollbeamten entnommen und untersucht, damit kein unversteuerter Alkohol zu Trinkzwecken abgezweigt werden kann.

### Reifung und Finish

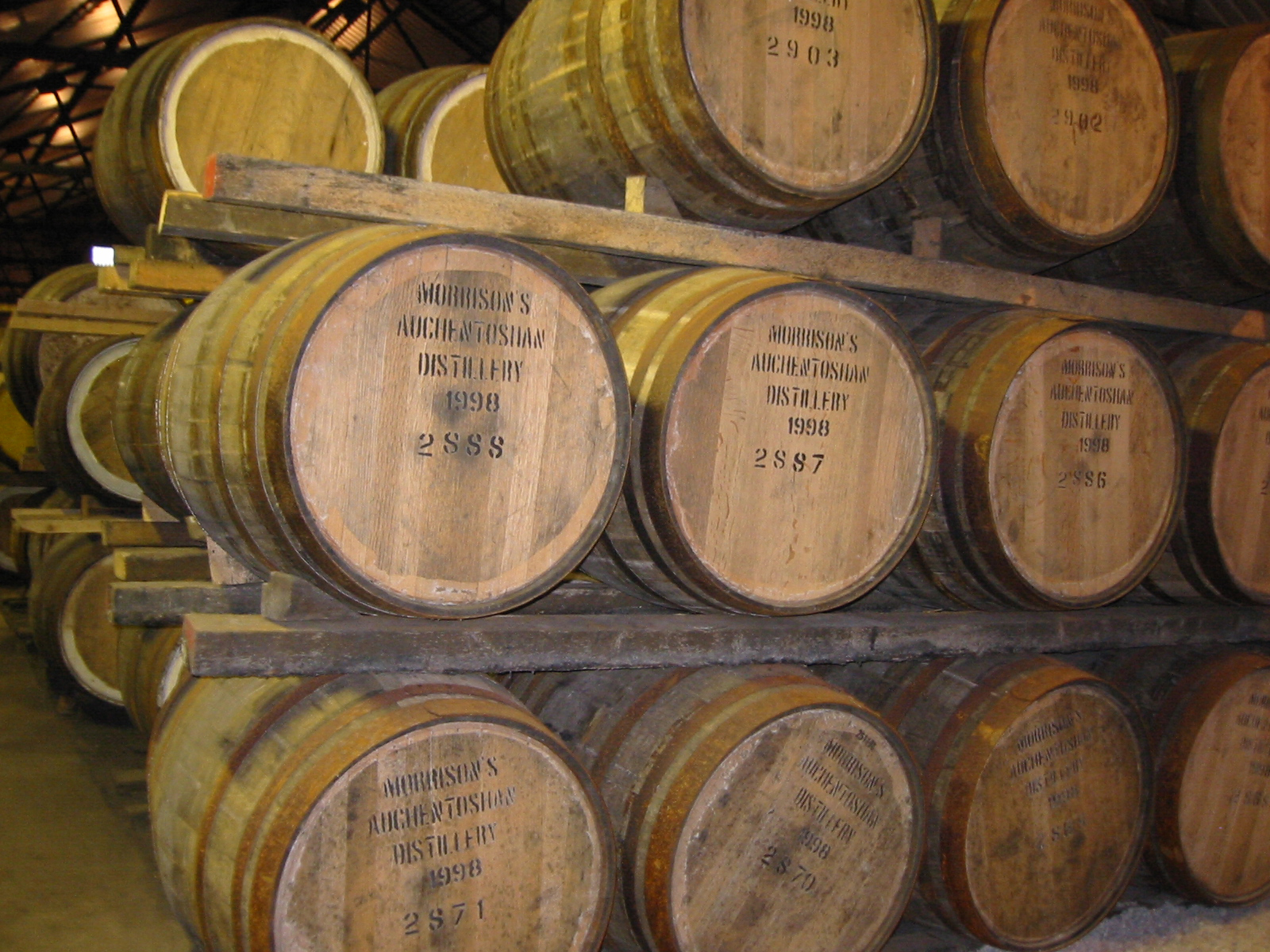
Fasslagerung zur Reifung

Das aus den Mittelläufen gesammelte Destillat wird in Holzfässer gefüllt und unter Zollverschluss mindestens drei Jahre gelagert. In Schottland und in Amerika ist die Verwendung von Eichenholz vorgeschrieben, in anderen europäischen Ländern werden gelegentlich auch andere Holzarten verwendet, z. B. Kastanie. Die Lagerung in Holzfässern ist erforderlich, da durch das Holz gewisse unerwünschte Substanzen im frischen Destillat allmählich gebunden werden (sogenannte „subtraktive Reifung“). Außerdem gehen Aromastoffe aus dem Holz in den Whisky über („additive Reifung“). Durch die Holzporen der Eichenfässer verdunsten im Laufe jeden Jahres etwa zwei Prozent des Inhalts. Diesen Verlust nennt man „Anteil der Engel“ (angels’ share). Erst nach frühestens drei Jahren Lagerung darf die Spirituose als Whisky bezeichnet werden – zumindest in der Europäischen Union und der Schweiz. Derart junger Whisky wird jedoch eher für die Herstellung von Blended-Scotch-Whisky verwendet, oder neugegründete Destillerien bieten ihren Whisky schon sehr früh an. In der Regel wird Whisky für die Abfüllung als Single Malt wesentlich länger gereift. Ein üblicher Standard ist eine Abfüllung mit einem Alter von 10 bis 12 Jahren, besonders hochwertige Produkte können aber auch Reifezeiten von 20 Jahren und mehr aufweisen. Die Qualität eines Whiskys lässt sich jedoch nicht unbegrenzt durch immer längere Lagerung steigern. Nach ca. 30 Jahren ist ein Fass normalerweise erschöpft und es ergibt sich keine wesentliche weitere Reifung. Bei extrem langer Lagerung kann auch ein holziger, bitterer Geschmack entstehen; für den Erzeuger besteht außerdem das Risiko, dass durch Verdunstung der Alkoholgehalt unter 40 % fällt, so dass der Inhalt nicht mehr als Whisky verkauft werden dürfte.
Zusammen mit dem Destillationsvorgang und der Lagerzeit hat die Qualität der verwendeten Fässer den entscheidenden Einfluss auf den Geschmack eines Whiskys. Whisky kann je nach individuellem Fass mit sehr unterschiedlichem Ergebnis heranreifen; der typische Destillerie-Charakter ergibt sich erst aus der Mittelung über den Inhalt vieler Fässer. Das Fassmanagement ist daher ein wesentliches Qualitätsmerkmal einer Brennerei. Single-Malt-Whiskys werden oft in Fässern aus amerikanischer Eiche gelagert, in denen vorher Bourbon-Whiskey reifte. Bourbon darf laut amerikanischer Gesetze nur in Fässern aus neuer amerikanischer Eiche (Weißeiche, Quercus alba) reifen, so dass diese Fässer in Amerika nicht noch einmal verwendet werden können und daher preisgünstig zur Verfügung stehen. Das starke Vanillearoma, das frische amerikanische Eiche abgibt und das den Bourbon prägt, ist wiederum in schottischem Whisky nicht erwünscht, und so hat sich eine gedeihliche Kooperation zwischen amerikanischen und schottischen Whiskyproduzenten eingespielt. Um Kosten für Frachtraum zu sparen, werden amerikanische Fässer für den Transport zerlegt, und in Schottland werden aus dem Holz neue Fässer zusammengesetzt. Tradition hat auch das Reifen von Whisky in ehemaligen Sherryfässern aus Spanien, das den Charakter des Whiskys dann stark prägt. Sherryfässer (500–600 l) sind in der Regel größer als Bourbon-Fässer (200 l) und werden zum Teil auch aus europäischer Eiche (Stieleiche und Traubeneiche) hergestellt, die deutlich höhere Würze und Tanninwerte aufweist. Im Sherryfass gereifte Whiskys können daher eine kräftigere Eichennote im Geschmack aufweisen. Neben dem Einsatz gebrauchter Fässer wird auch das Verfahren angewandt, frische Eichenfässer vor dem ersten Befüllen auszubrennen (Toasten).
Um bestimmte Geschmacksrichtungen zu erzielen, werden die Destillate oftmals auch nach einigen Jahren Lagerzeit in andere Fässer umgefüllt, eine Technik, die als Finishing oder Nachreifung bezeichnet wird. Seit jüngerer Zeit experimentiert man hier mit einer Vielzahl von Fasstypen: nicht nur die traditionellen Sherryfässer, sondern auch solche, in denen vorher Portwein, Rum, Madeira, Weiß- oder Rotwein oder auch stark rauchige Whiskys lagerten.
Mittlerweile wird auf dem Flaschenetikett oft ausführlich angegeben, in welcher Art von Fässern gelagert wurde (zum Beispiel Sherry-Fass, Bourbon-Fass, Sherry- oder Portwood Finish) und ob dies eine Erst- oder Mehrfachbefüllung (Refill) eines Fasses ist (letzteres vor allem bei Einzelfass-Abfüllungen, siehe gleich im Folgenden). Die Bezeichnung Refill Sherry Cask bedeutet beispielsweise, dass es sich um ein ehemaliges Sherryfass handelt, das bereits einmal für die Reifung von Whisky verwendet wurde.

### Abfüllung
Bei der Abfüllung wird meist der Inhalt mehrerer Fässer miteinander verschnitten. Dieses geschieht, um eine möglichst konstante Qualität zu erreichen und um Unterschiede der einzelnen Fässer auszugleichen. Oft wird noch eine Kaltfiltrierung durchgeführt, um Trübstoffe aus dem Whisky zu entfernen. Dazu wird der Whisky auf unter 10 °C abgekühlt, wodurch die Trübstoffe ausfallen und abfiltriert werden. Jedoch gehen dadurch auch Geschmacksträger (Fette) verloren, weshalb bei vielen Abfüllungen heute auf diese Filtration verzichtet wird (unchillfiltered). Anschließend wird meist mit Wasser auf Trinkstärke von 40 bis 46 Volumenprozent verdünnt und schließlich in Flaschen abgefüllt.
Wird Whisky nicht auf Trinkstärke verdünnt, so erhält er die Bezeichnung Cask Strength (Fassstärke), manchmal auch Natural Strength (natürliche Stärke). Whisky mit der Bezeichnung Cask Strength kann durchaus aus mehreren Fässern stammen, die gemeinsam in ein sogenanntes Vat entleert werden, um dann abgefüllt zu werden. Ein Cask Strength wird entweder überhaupt nicht verdünnt oder es wird nur eine geringe Wassermenge zugesetzt, um für die Etikettierung einen einheitlichen Alkoholgehalt zu erreichen.
Infolge steigender Nachfrage werden mittlerweile vermehrt Produkte angeboten, die den einzigartigen Charakter des Single Malts noch steigern. So werden Single Malts auch als Single Cask (Einzelfass) abgefüllt. Hierbei stammt der Whisky nur aus einem einzelnen Fass, wobei die abgefüllten Flaschen oft nummeriert werden. Geschmack und Qualität solcher einzelner Fässer können auch bei ein und derselben Destillerie stark variieren.
Von manchen Herstellern wird der Whisky bei der Abfüllung auch mit Zuckercouleur (E 150) gefärbt. Farbstoffzusatz muss für einen Import nach Deutschland auf der Flasche angegeben werden; einige Abfüller vermerken inzwischen auch die Abwesenheit von Farbstoffen ausdrücklich auf dem Etikett.

## Altersangaben
Da die Reifezeit eines Whiskys ein wichtiges Qualitätsmerkmal ist, werden Single Malt Whiskys häufig mit einer Altersangabe verkauft. Werden mehrere Jahrgänge bei einer Abfüllung zusammengefasst, so ist es Vorschrift, dass die Altersangabe des Endprodukts auf das Alter des jüngsten enthaltenen Whiskys lauten muss. Altersangaben auf Flaschen sind also Mindestalter, und eine Destillerie kann sogar durchweg älteren Whisky verwenden, um eine eingeführte Marke beizubehalten, auch wenn bestimmte Jahrgänge im Lager fehlen (was nicht selten ist, da Maltdestillerien immer wieder Zeiten der Schließung durchmachen, sei es konjunkturbedingt oder im Zuge eines Eigentümerwechsels).
Entscheidet sich ein Erzeuger dafür, seinen Malt Whisky ohne Altersangabe zu verkaufen, kann dies verschiedene Gründe haben. Zum einen kann es sich um einen relativ jungen Whisky handeln – vor allem ein Alter unter 10 Jahren wird aus Marketinggründen nicht gerne herausgestellt. Abfüllungen ohne Altersangabe können aber auch relativ hochwertige Produkte sein, für die Fässer sehr verschiedenen Alters zusammengestellt wurden; die vorschriftsmäßige Auszeichnung mit der Altersstufe des jüngsten Bestandteils würde es dem Erzeuger dann schwermachen, seine Preisvorstellungen am Markt durchzusetzen. Whiskys ohne Altersangabe nennt man auch NAS-Whisky (NAS steht hierbei für no age statement).

## Lagerung von Whiskyflaschen
Wie etwa beim Wein verändert sich auch Whisky langsam während der Fassreifung. Beim Whisky gehen bestimmte chemische Substanzen aus dem Fassholz langsam in Lösung und andere Substanzen verdunsten durch die Poren im Fass. Durch die hohen Temperaturen der Destillation sind aber – anders als beim Wein – im Whisky keine Substanzen mehr vorhanden, die bei Raumtemperatur von selbst zerfallen oder sich umwandeln könnten.
Mit der Flaschenabfüllung ist also die Reifung beim Whisky beendet, da das Flaschenglas undurchlässig und frei von löslichen Substanzen ist. Anders als Wein verändert der Whisky von nun an seinen Charakter (bei sachgemäßer Lagerung) nicht mehr. Aus einem 10-jährigen Whisky wird durch 10 Jahre weitere Flaschenlagerung also kein 20-jähriger Whisky im Sinne der üblichen Altersangaben. Er wird in dieser Zeit aber auch nicht schlechter, sofern die Flasche kühl, trocken, stehend und ohne direkte Sonneneinstrahlung gelagert wird, und sofern sie nicht angebrochen wurde. Nach Anbruch kann der Luftsauerstoff zu einer Oxidation von Aromen führen, einen nachteiligen Effekt hat dies allerdings, stark abhängig vom restlichen Füllstand der Flasche, erst nach einigen Monaten. Bedingt durch den hohen Alkoholgehalt, kann je nach Verschlusstyp auch aus einer originalverschlossenen Flasche im Laufe vieler Jahre Inhalt verdunsten und einen sichtbar niedrigeren Füllstand bewirken.

## Geschmacksklassifikation

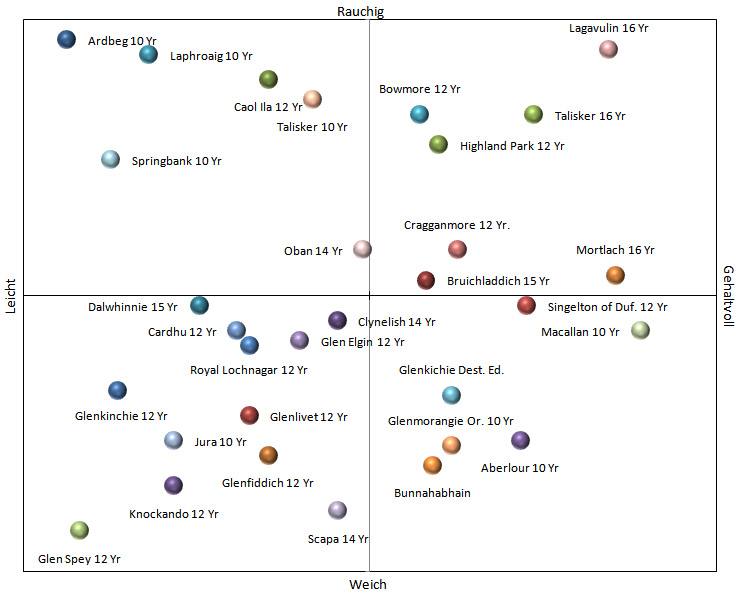
Flavour Map

2007 haben die „Friends of the CLASSIC MALTS“ in Glasgow eine Klassifizierung für Malt Whiskys herausgegeben. Danach hat der als unabhängiger Whisky-Experte vorgestellte David Broom mit Unterstützung von Diageo sie auf zwei Achsen „Leicht – Gehaltvoll“ und „Weich – Rauchig“ eingeteilt. Das Bild Malt flavour map zeigt das Ergebnis für ausgewählte Sorten. Dabei werden die Ausprägungen wie folgt beschrieben:
- Rauchig (Smoky): Das Aroma rührt in der Hauptsache vom Rauch des Torffeuers, über dem die Gerste getrocknet wurde.
- Weich (Delicate): Die Gerste wurde nicht oder kaum über Rauch getrocknet.
- Leicht (Light): Der Whisky weist einen leichten, fruchtigen, nach grünem Gras anmutenden Geschmack auf.
- Gehaltvoll (Rich): Das Aroma spielt in Richtung Vanille, geschmackvoll nach getrockneten Früchten.

## Sonstiges
Ein schottisch-gälischer Trinkspruch, der häufig beim Trinken von Single-Malt-Whisky verwendet wird, lautet „Slàinte mhath“ (ausgesprochen: slaantsche wa). Er bedeutet wörtlich „Gute Gesundheit“ und entspricht dem deutschen „Zum Wohle“.